# Стівен Бредфорд
Стівен Бредфорд (англ. Steven Bradford) — член Асамблеї штату Каліфорнія, нижньої палати законодавчого органу штату, від 62-го виборчого округу. Бредфорда вперше було обрано до асамблеї 1 вересня 2009 року в результаті спеціальних виборів, проведених унаслідок відставки Каррена Прайса, який зайняв місце у Сенаті штату Каліфорнія.
Перед тим як бути обраним до Асамблеї, Бредфорд 12 років працював у міській раді Гардени.